# Isola di Capo Passero
L'isola di Capo Passero è un'isola italiana sita nel mar Ionio, in Sicilia.
Amministrativamente appartiene a Portopalo di Capo Passero, comune italiano del libero consorzio comunale di Siracusa.
Prende il nome dal Capo Passero, l'estrema punta sud-orientale dell'isola di Sicilia.

## Caratteristiche
Un tempo era una penisola, unita alla terraferma da un istmo sabbioso. Lunga appena 1300 metri e larga 500, si estende per 0,37 km².
L'unica  spiaggia sabbiosa si trova sulla costa occidentale, di fronte all'abitato di Portopalo. A nord si trova una tonnara, risalente al XIII secolo, ormai abbandonata. Ad est, la costa è frastagliata e vi sono alcune grotte marine, tra cui quella detta "del Polipo". Vi sono anche vari scogli che affiorano sotto il pelo dell'acqua.
L'isola è facilmente raggiungibile a nuoto dalla costa di Portopalo e persino a piedi, in particolari condizioni di bassa marea.

## Il forte
Il cosiddetto Forte di Capo Passero, voluto dal viceré di Sicilia Marcantonio Colonna nel 1583 e terminato sotto il regno di Filippo III, re di Sicilia e di Spagna tra il 1599 e il 1635, è l'edificio storico più importante. Nel 1959, fu inaugurata una statua bronzea raffigurante Maria di Nazaret, detta "Madonna della Scala del Paradiso", realizzata dallo scultore italiano Mario Ferretti.

## Flora
Al centro, l'isola è popolata dalla palma nana. Il botanico italiano Augusto Beguinot nel 1922 esaltava la bellezza di questo palmeto, mentre Giacomo Albo, tra il 1957 e il 1960, ne evidenziava l'impoverimento.. Sulla costa occidentale, la vegetazione è molto sviluppata (tra le specie presenti si ricordano l'Euforbia pepilis, il giglio di mare e la rughetta marina).

## Fauna
La fauna dell'isola conta su conigli e lucertole, oltre a molti uccelli: fanelli, verdoni, cardellini, beccamoschini, saltimpali, gabbiani.
Una volta la zona era ricca anche di fauna marina, ma oggi molte specie, a cominciare dalla tartarughe marine (Caretta caretta), non frequentano più questa zona. Si trovano ancora, in piccoli banchi, cefali, spigole, saraghi, sogliole e aragoste.